# Sabal yapa
Sabal yapa là loài thực vật có hoa thuộc họ Arecaceae. Loài này được C.Wright ex Becc. miêu tả khoa học đầu tiên năm 1907.

## Hình ảnh

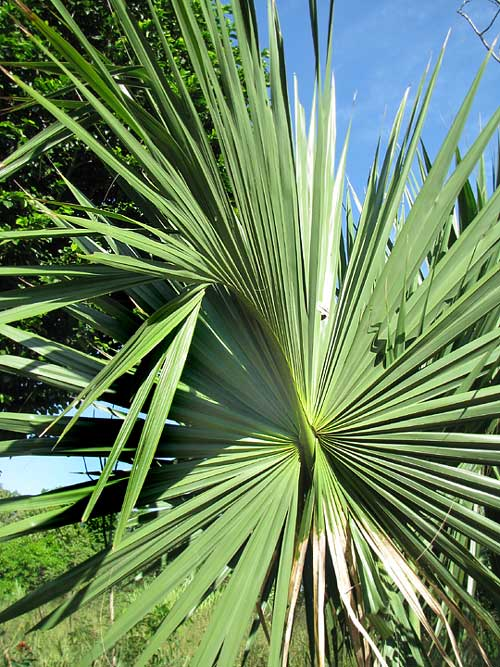
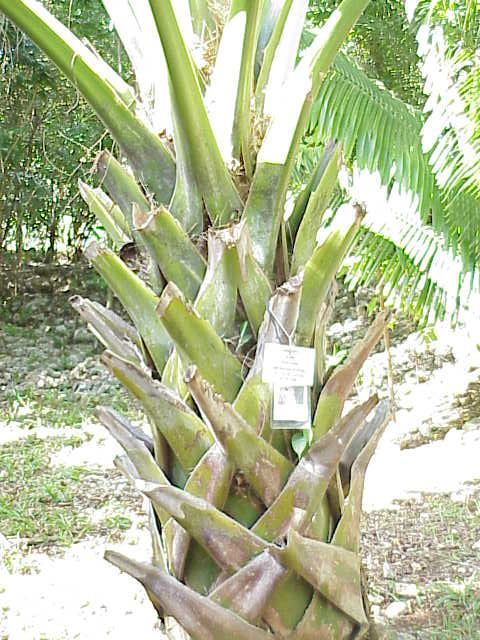